# Інститут загальної та неорганічної хімії імені В. І. Вернадського НАН України
Інститут загальної та неорганічної хімії імені В. I. Вернадського НАН України — науково-дослідний інститут, розташований у Києві.

## Загальні відомості
1918 року перший президент Української академії наук академік Володимир Вернадський заснував у Києві Хімічну лабораторію (як самостійну наукову установу у складі Фізико-математичного відділення) та особисто керував її роботою протягом 1918-1919-х. В часі службових відряджень Вернадського керівництво лабораторією покладалось на академіка Володимира Кістяківського.
1920 року Хімічну лабораторію очолює академік Володимир Плотников, 1922-го об'єднує із науково-дослідною кафедрою хіміїн народного комісаріату освіти при Київському політехнічному інституті. Очолював науковий заклад до 1941 року.
1929 року з цих двох підрозділів створено Науково-дослідний інститут хімії НКО, котрий 1931-го входить до складу Академії наук УРСР — як Інститут хімії АН УРСР.
Під час війни заклад евакуйовано до Уфи, цього часу керували академіки Володимир Яворський (1941—1942) та Андрій Кіпріанов (1942—1945).
1945-го заклад перейменовано в Інститут загальної та неорганічної хімії АН УРСР.
Протягом 1946—1960 років інститутом керував Антон Думанський.
В 1960—1973 роках закладом керував академік НАН України Юрій Делімарський.
Протягом 1973—1992 років інститутом керував академік НАН України Олександр Городиський.
Упродовж 1992—2016 років директором Інституту був академік НАН України Сергій Волков.
2016-2024 — академік НАН України Пехньо Василь Іванович
Від 1993 року носить ім'я свого основоположника — Володимира Івановича Вернадського.
За роки існування інститут став родоначальником 5 хімічних установ — 1939-го на базі сектора органічної хімії організовано Інститут органічної хімії АН УРСР (директор — академік Володимир Яворський); 1968 року на основі секторів хімії води (керував академік Леонід Кульський) та колоїдної хімії (завідував академік Федір Овчаренко) створюється Інститут колоїдної хімії та хімії води АН УРСР. 1977 року на базі лабораторій та одеського дослідного заводу утворено Фізико-хімічний інститут АН УРСР (очолив академік Олексій Богатський).

## Підрозділи
- відділ фізико-неорганічної хімії
- відділ хімії твердого тіла
- відділ хімії комплексних сполук
- відділ альтернативної хімічної енергетики
- відділ електрохімії й технології неорганічних матеріалів
- відділ гетерофазного синтезу неорганічних сполук та матеріалів
- відділ електрохімії водних розчинів
- відділ електрохімічного синтезу в розплавах
- відділ фотоелектрохімії та хімічних джерел струму
- відділ фізичної хімії іонних рідин
- відділ хімічного та інформаційного аналізу
- інститутська конструкторська та експериментальна база
- лабораторія сорбційних й мембранних матеріалів та процесів
- лабораторія макроциклічних сполук та гібридних структур
- лабораторія матеріалів альтернативної електрохімічної енергетики